# Olea exasperata
Espèce
Classification phylogénétique
Olea exasperata Jacq. est une espèce de plantes à fleurs du genre Olea et de la famille des Oleaceae. C'est un arbuste qui pousse en Afrique du Sud.

## Description botanique

### Référence taxonomique
Ce taxon est décrit, selon P.S. Green , dans : Pl. Hort. Schoembr. 3 : 1, t. 251 (1798) ; DC., Prodr. 8: 287 (1844) ; Adamson & Salter, Fl. Cape Penins. : 669 (1950) ; Verdoorn, Bothalia 6: 579, fig. 5 (1956) & in Dyer et al., Fl. Southern Afr. 26 : 115 (1963) ; Palmer & Pitman, Trees Southern Afr. 3 : 1825 (1972) ; Palgrave, Trees Southern Afr.: 760 (1977);
Type : Jacquin, Pl Hort. Schoenbr. 3 ; t. 251 (1978), neotype, choisi par Verdoorn, loc. cit. (1956)

### Appareil végétatif
Ce sont des buissons touffus ou des arbustes de 0,5 m à 3 m de  haut. Les parties jeunes sont verruqueuses, glabres. Les feuilles aussi sont glabres.
Les pétioles des feuilles ont de 2 à 5 mm de longueur. Le limbe des feuilles est étroit oblancéolé à elliptique, de (2,5-)3 à 8 cm de long, (0,5-)0,7 à 1 cm de large, la base et l'apex sont aigus, le sommet mucroné. Les nervures sont sombres, les marges sont légèrement réfléchies.

### Appareil reproducteur
Les inflorescences sont terminales, paniculées, glabres. Les calices sont cupulés, les lobes à peine différentiés. La corolle est blanche, en tube de 0,5 mm de long. Les anthères sont sphéroïdes, de 1 à 1,5 mm de long, les filets ont de 0,5 à 0,75 mm de long. L'ovaire est de forme flasque mesurant 1 mm de long incluant un stigmate globuleux.
Le fruit est une drupe ellipsoïde-globulaire de 8 à 10 par 7 à 8 mm, noire à maturité.

### Répartition géographique
- Afrique du Sud : Province du Cap.

## Utilisations
Arbuste décoratif. Cette espèce intéresse les créateurs de bonsaïs.

## Sources
Pour des articles plus généraux, voir Oleaceae et Olea.